# 243320 Jackuipers
243320 Jackuipers este un asteroid din centura principală de asteroizi.

## Descriere
243320 Jackuipers este un asteroid din centura principală de asteroizi. A fost descoperit pe 24 septembrie 2008 la Calvin-Rehoboth la Observatorul Calvin College. Asteroidul prezintă o orbită caracterizată de o semiaxă mare de 3,37 ua, o excentricitate de 0,08 și o înclinație de 7,6° în raport cu ecliptica.